# Telmatoscopus sitapuri
Telmatoscopus sitapuri är en tvåvingeart som beskrevs av Ipe och Kishore 1986. Telmatoscopus sitapuri ingår i släktet Telmatoscopus och familjen fjärilsmyggor. Inga underarter finns listade i Catalogue of Life.